# Huracán Franklin (2017)
El huracán Franklin fue el primer huracán en tocar tierra en el estado mexicano de Veracruz desde el huracán Karl en 2010. La sexta tormenta nombrada, el primer huracán y el primero de los diez huracanes consecutivos de la temporada de huracanes del Atlántico de 2017, Franklin se formó el 7 de agosto. cuando era una onda tropical que fue rastreada por primera vez en el sureste del Mar Caribe el 3 de agosto. La tormenta se fortaleció en un entorno favorable y tocó tierra en la Península de Yucatán como tormenta tropical moderada a principios del 8 de agosto al norte de Belice. El debilitamiento se produjo cuando cruzó la península, pero Franklin reapareció en la Bahía de Campeche más tarde ese día, volviendo a crecer rápidamente para convertirse en el primer huracán de la temporada. Tocó tierra cerca de Vega de la torre, Veracruz, para después pasar por Misantla, Veracruz el 10 de agosto como un huracán de categoría 1, antes de debilitarse rápidamente a tormenta tropical adentrándose en la sierra baja en la parte norte del municipio de Atzalan, para más tarde ingresar al sistema montañoso de México y disiparse poco después. El 12 de agosto, el remanente de la tormenta en el nivel medio de la circulación se combinó con una baja en desarrollo en el Pacífico oriental para formar la tormenta tropical Jova.
Los principales impactos de Franklin se ubicaron en el este de México, específicamente en el estado de Veracruz, donde Franklin tocó tierra como un huracán. Los fuertes vientos derribaron árboles y líneas eléctricas, además de dañar las casas y los cultivos. Las fuertes lluvias inundaron algunos ríos y causaron algunos deslaves. Los daños en esa área totalizaron US $15 millones. Otras áreas que Franklin afectó, principalmente al traer fuertes lluvias, incluyeron la Península de Yucatán y Belice. No se reportó ninguna muerte debido a Franklin.

## Historia meteorológica
El 3 de agosto, el Centro Nacional de Huracanes (NHC, por sus siglas en inglés) comenzó a monitorear una onda tropical que estaba ubicada en el sureste del mar Caribe. Un cambio relativamente pequeño en su trayectoria ocurrió en los siguientes dos o tres días a medida que se desplazaba hacia el oeste a una velocidad de 16 a 24 km/h, aunque los modelos globales siguieron indicando que podría desarrollarse más una vez  llegase a la bahía de Campeche. A primeras horas del 5 de agosto, la convección asociada con la onda aumentó la organización de señalización. Esto condujo al desarrollo de una amplia zona de baja presión el 6 de agosto a 240 km al este de Honduras, lo que llevó a la designación del potencial ciclón tropical siete a las 21:00 UTC de ese día. Una boya en el oeste del Caribe, cerca de la perturbación, informó de vientos sostenidos de fuerza de vendaval, y combinada con imágenes satelitales que indican que la circulación se había definido mejor, indicó que la perturbación se convirtió en la tormenta tropical Franklin a las 03:00 UTC del 7 de agosto. Situado en un ambiente relativamente favorable, con el único factor inhibitorio de proximidad a la tierra, Franklin se fortaleció a una intensidad máxima inicial de 95 km/h el 7 de agosto antes de moverse a tierra cerca de Pulticub, en México, a las 03:00 UTC el 8 de agosto.
El ciclón se debilitó considerablemente mientras permaneció en la península de Yucatán. Más tarde ese día, Franklin emergió en la bahía de Campeche y de inmediato comenzó a fortalecerse de nuevo, convirtiéndose en un huracán a las 21:00 UTC del 9 de agosto. Alcanzó su  máxima intensidad a las 00:00 UTC del 10 de agosto con vientos de 140 km/h y una presión de 981 hPa, poco antes de tocar tierra en Vega de la torre, México, cinco horas después. Este fue el primer huracán en golpear la región de Veracruz desde  Karl en 2010. El ciclón se debilitó rápidamente en el terreno montañoso de México y se disipó poco después.

## Preparaciones e impacto

### México

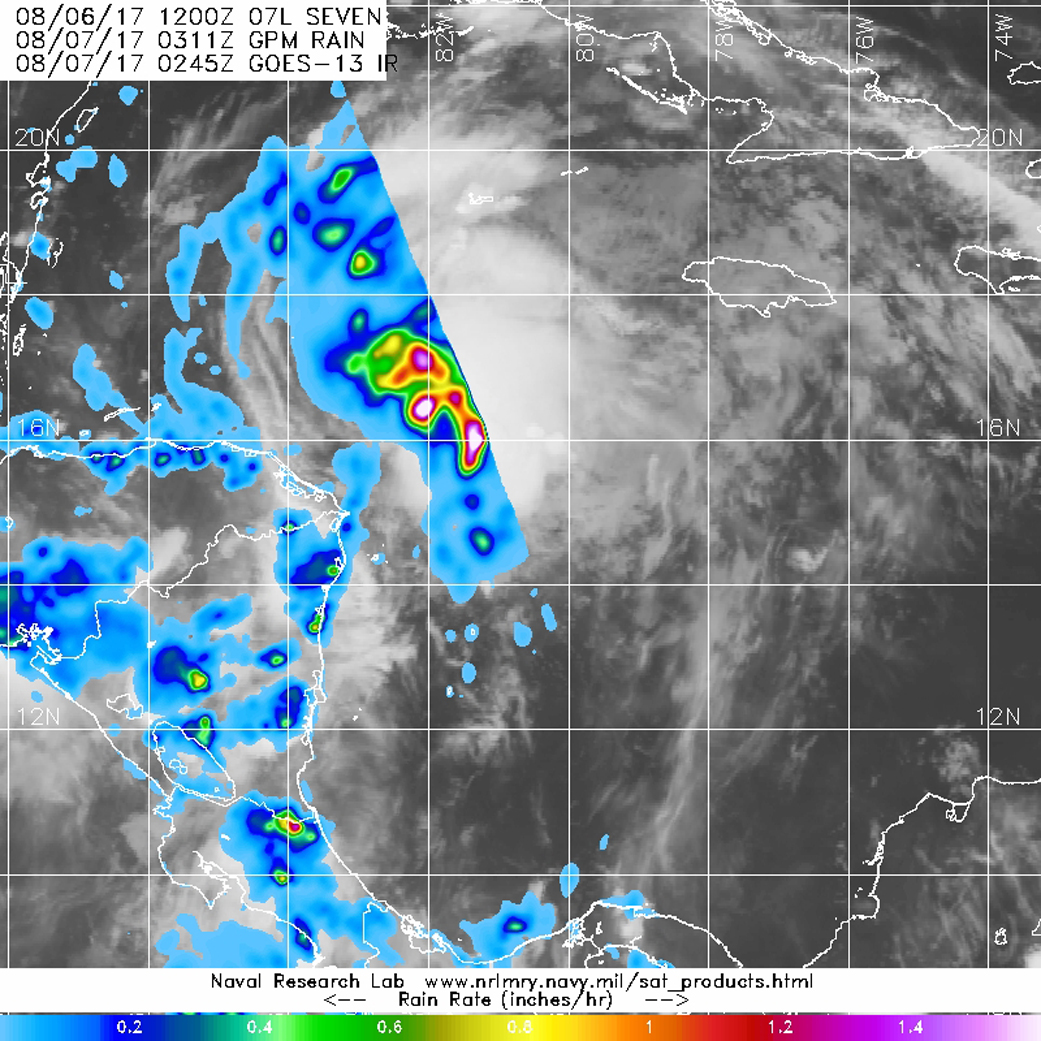
Los datos de precipitación de GPM de Franklin cuando se acercó a la Península de Yucatán el 7 de agosto. Se encontraron bandas de lluvia con tasas de lluvia superiores a 41 mm (1,6 pulg.) Por hora cerca del centro de la tormenta.

#### Península de Yucatán
Inmediatamente después de la clasificación de Franklin como un ciclón tropical potencial, las advertencias de la tormenta tropical fueron emitidas para la península de Yucatán el 6 de agosto. Aproximadamente 330 personas fueron reportadas en los refugios para este tipo de tormentas, y alrededor de 2200 fueron trasladadas desde las islas cerca de la línea costera hacia el interior más allá de la tormenta. En la península se reportó que el daño era mínimo, ya que la tormenta seguía transcurriendo un poco más hacia el norte de lo esperado, disminuyendo los impactos.

#### Valle de México
El Sistema de Alerta Meteorología Temprana emitido una alerta verde por peligro bajo la noche del 9 de agosto para Estado de México y la Ciudad de México, por aproximación del ciclón tropical. Ya hacia la mañana del jueves, la alerta se elevó a alerta amarilla por peligro moderado. Junto a las alertas emitidas también se ponían a disposición de la población medidas antes del arribo de Franklin, como poner cinta adhesiva a las ventas e identificar el refugio más cercano. Por su parte, el Gobierno de la Ciudad de México, emitió por la mañana del 10 de agosto, también emitió una alerta amarilla para las 16 delegaciones por el inminente arribo de Franklin a la zona norte del Valle de México.

### Estados Unidos
Aunque las lluvias de Franklin no impactaron a los Estados Unidos, las oleadas y corrientes del rasgón fueron experimentadas a través de la parte de la costa texana en el sur. El Servicio Meteorológico Nacional de Brownsville, Texas, emitió un alto aviso de navegación durante la noche del 10 de agosto.